# 都市計画区域
都市計画区域（としけいかくくいき）とは、都市計画制度上の都市の範囲である。

## 概要
都市計画区域は、都道府県が指定する（ただし、複数の都道府県にまたがる場合は国土交通大臣が指定する）。「市」の範囲と都市計画区域が一致していることもあるが、複数の市町村を一つの都市計画区域に指定している場合もある。
歴史的な経緯として、旧都市計画法当時は、「市」及び内務大臣（建設大臣）の指定する町村を一つの都市計画区域に指定していた（旧法第2条参照）。旧東京市（＝東京23区）は今でも「東京都市計画区域」という一つの都市計画区域である。また、市と周囲の町村を一つの都市計画区域に指定する場合や、複数の町村を一つの都市計画区域に指定する場合もあった。一つの都市計画区域の中に、新たな「市」が成立する場合は、市制施行と同時に、都市計画区域を独立させる必要があった。
現行法（新法、1968年制定）では、都市計画区域は「一体の都市として総合的に整備し、開発し、及び保全する必要がある区域」とされている（法第5条）。
都市計画区域は行政区域とは関係なく指定することもでき、最近は大阪府など、実情に合わせて再編する動きもある（詳しくは、都市計画区域の一覧を参照）。
都市計画区域ごとに、都市計画が定められる（例えば、大阪都市計画区域なら、「大阪都市計画」として施行する）。
都市計画区域が複数の市町村にまたがる場合、市道などは市町村ごとに建設するものの、都市計画道路としては、統一されている。
国土交通省の見解としては、都心の市街地から郊外の農地や山林のある田園地域に至るまで、人や物の動き、都市の発展を見通し、地形などから見て、一体の都市として捉える必要がある区域を都市計画区域として指定することとなっている。一般には、これに加え土地利用の規制・誘導、都市施設の整備、市街地開発事業等を行い、総合的に整備、開発及び保全を図る区域ととらえられている。
都市計画区域は、国土の25.7%を占めているに過ぎないが、91.6%の人が住んでいる。

### 線引き
都道府県は、都市計画区域について無秩序な市街化を防止し、計画的な市街化を図るため必要があるときは、都市計画に市街化区域と市街化調整区域との区分を定めることができる（都市計画法第7条）。ただし政令指定都市には区域区分を定めなければならない。市街化区域と市街化調整区域を分けることを、法律上は「区域区分」と言うが、一般には「線引き」と言われている。
市街化区域
優先的かつ計画的に市街化を進める区域。具体的には、「すでに市街地を形成している区域」と「おおむね10年以内に計画的に市街化を図るべき区域」によって構成される。市街化区域は、国土の3.9%を占めている。
市街化調整区域
市街化区域とは反対に、市街化を抑制する区域。この区域は、開発行為は原則として抑制され、都市施設の整備も原則として行われない。市街化調整区域は、国土の10.3%を占めている。
区域区分非設定区域
市街化区域でも市街化調整区域でもない都市計画区域。法律上は「区域区分が定められていない都市計画区域」という。
非線引き区域は2000年（平成12年）までは未線引き区域と言われていた。これは都市計画区域は必ず線引きすることとされていた当時の都市計画法の規定により、いまだ線引きされていない区域という概念による。（実際は、附則で線引きしなければいけない市町村（都市部）とそうでない市町村（農村部）が分けられていた。）同年の改正により、都道府県が都市化の動向を勘案して線引きの是非を決めることになった。非線引き区域は、現在国土の11.5%を占めている。
また、この法改正で準都市計画区域が創設された。準都市計画区域とは、都市の萌芽が見られる地域で、非線引き区域と同程度の制限が行われている。
建築基準法の集団規定は、建築物を集団としてとらえるという観点から、建築物に道路、用途、形態、市街地の防災等の面から必要な制限を加えるもので、都市計画区域内に限って適用される規定である。

## 都市計画区域の規制
都市計画区域・準都市計画区域内では、都市計画法と建築基準法により、区域外と比べて様々な規制が設けられている。
区域内で開発行為を行おうとする者は、都道府県または市町村から開発許可を受けなければならない。また、建築物を建築しようとする者は、特定行政庁に申請して建築確認を受けなければならない。

## その他
- 都市計画区域の外に都市計画を定めた例として、松戸市の東京都立八柱霊園がある。これは「東京都市計画墓園」として都市計画決定されている。